# Eigentum (Deutschland)
Eigentum ist nach deutschem Recht ein Herrschaftsrecht über eine vermögenswerte Position. Für das Privatrecht definiert § 903 des Bürgerlichen Gesetzbuchs (BGB) das Eigentum als Herrschaft einer Person über eine Sache. Hiernach kann der Eigentümer mit der Sache nach Belieben verfahren und andere von jeder Einwirkung ausschließen, soweit nicht das Gesetz oder Rechte Dritter entgegenstehen.
Weiter gefasst ist der Begriff des Eigentums im Grundgesetz (GG). Art. 14 GG schützt das Eigentum und das Erbrecht als Grundrecht. Dabei stellt die Norm zum einen ein Abwehrrecht des Bürgers gegenüber dem Staat dar, zum anderen verpflichtet es den Gesetzgeber, Eigentumsrechte zu schaffen, auszugestalten und zu schützen. Als Eigentum gelten in diesem Zusammenhang alle vermögenswerten Positionen, die die Rechtsordnung einer Person zuordnet.

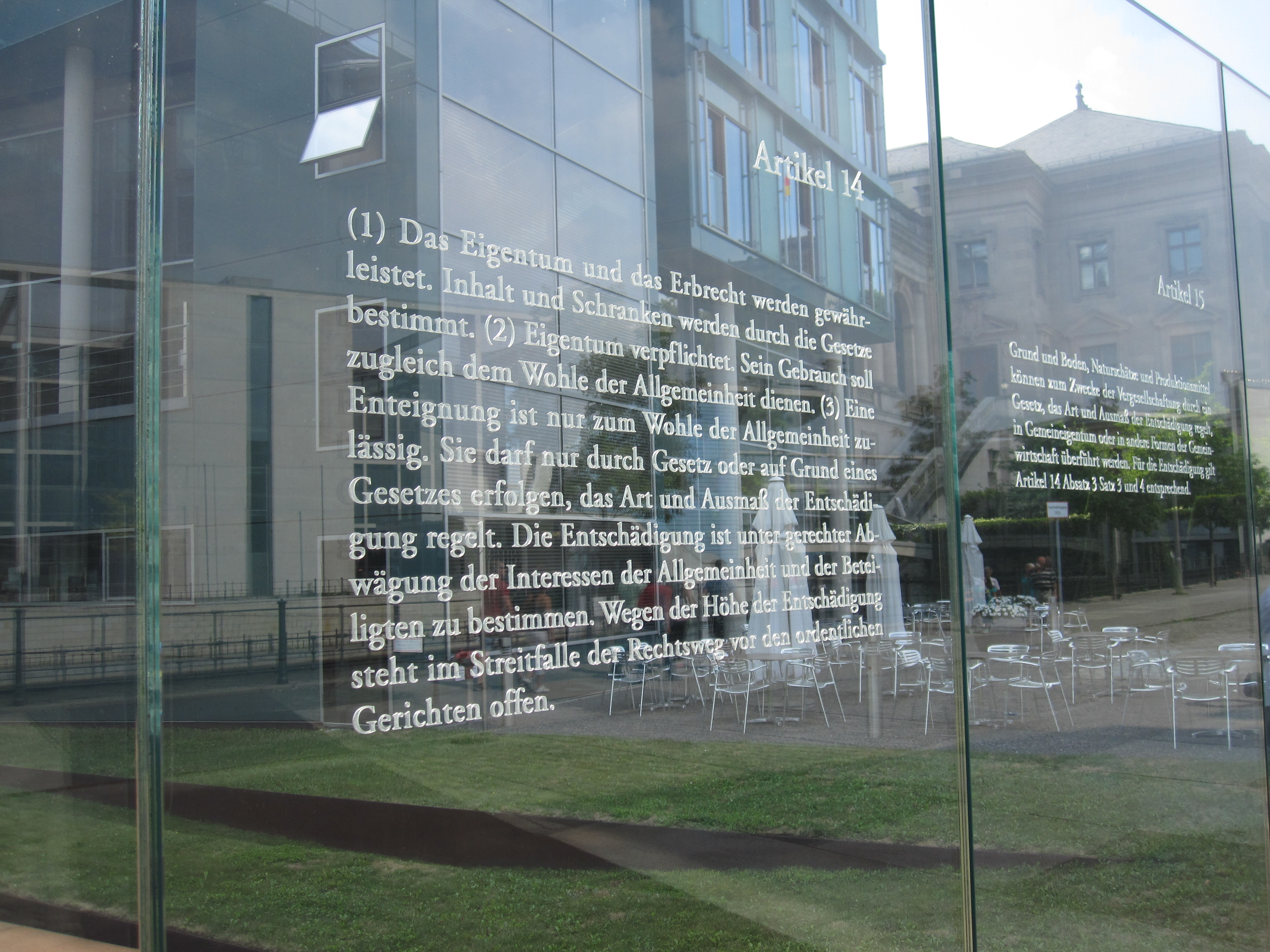
Artikel 14 des Grundgesetzes – eine Arbeit von Dani Karavan an den Glasscheiben zur Spreeseite beim Jakob-Kaiser-Haus des Bundestages in Berlin

## Verfassungsrecht

### Normierung
Art. 14 GG lautet seit Inkrafttreten des Grundgesetzes am 23. Mai 1949 wie folgt:
(2) Eigentum verpflichtet. Sein Gebrauch soll zugleich dem Wohle der Allgemeinheit dienen.
Artikel 14 GG garantiert den Bestand und die Freiheit von Eigentum und Erbrecht. Das Grundrecht schützt damit eine Grundlage der eigenverantwortlichen Lebensgestaltung und der freien Marktwirtschaft.
Die Norm enthält eine Freiheits- und eine Einrichtungsgarantie: Zum einen schützt sie den Bürger gegenüber Hoheitsträgern in seinem Recht, Eigentum frei zu nutzen, zu verwalten und darüber zu verfügen und erlaubt hierzu die Abwehr hoheitlicher Eingriffe. Zum anderen gewährleistet Art. 14 GG, dass die Rechtsordnung Eigentums- und Erbrecht bereitstellt, ausgestaltet und schützt.

### Entstehungsgeschichte
Unmittelbarer Vorläufer der Eigentumsgarantie ist Art. 153 der Weimarer Reichsverfassung, der große inhaltliche Parallelen zu Art. 14 GG aufwies. Hiernach wurde Eigentum gewährleistet und durch die Rechtsordnung konkretisiert sowie beschränkt. Eine Bestimmung zum Erbrecht enthielt Art. 154 WRV. Dieses wurde nach Maßgabe des bürgerlichen Rechts gewährleistet.
Ausgehöhlt wurde die Eigentumsgarantie unter der Herrschaft der Nationalsozialisten, die auf das Eigentum Privater, insbesondere von Angehörigen verfolgter Gruppen, nach Belieben zugriffen.
Im Rahmen der Entwicklung des Grundgesetzes orientierte sich der Parlamentarische Rat an den Gewährleistungen der Weimarer Verfassung. Da zwischen Eigentum und Erbrecht ein enger sachlicher Zusammenhang besteht, bündelte er beide Gewährleistungen in einem Artikel. Strittig waren Inhalt und Reichweite der Eigentumsgarantie. Seit Inkrafttreten des Grundgesetzes blieb Art. 14 GG unverändert.
Eine weitere Regelung, die das Eigentum schützt und einen Bezug zur Rechtslage in Deutschland aufweist, findet sich in Artikel 1 des ersten Zusatzprotokolls der Europäischen Menschenrechtskonvention (EMRK). Die EMRK wirkt nach der Rechtsprechung des Bundesverfassungsgerichts mittelbar auf die deutsche Rechtsordnung ein und beeinflusst dadurch die Auslegung des deutschen Rechts. Schutz erfährt das Eigentum ebenfalls durch Art. 17 der Charta der Grundrechte der Europäischen Union.

### Eigentumsgarantie
Die Eigentumsgarantie schützt den Bürger vor hoheitlichen Eingriffen in sein Eigentum. Hierzu gewährleistet sie eine Freiheitssphäre, in die Hoheitsträger nur unter bestimmten Voraussetzungen eingreifen dürfen. Diese Sphäre wird als Schutzbereich bezeichnet. Sofern der Hoheitsträger in diesen eingreift und dies verfassungsrechtlich nicht gerechtfertigt ist, ist die Eigentumsgarantie verletzt, sodass der Eingriff verfassungswidrig ist.

#### Schutzbereich
Die Rechtswissenschaft unterscheidet zwischen dem persönlichen und dem sachlichen Schutzbereich des Grundrechts. Der persönliche Schutzbereich bestimmt, wer durch das Grundrecht geschützt wird. Der sachliche Schutzbereich bestimmt, welche Freiheiten durch das Grundrecht geschützt werden.

##### Persönlich
Art. 14 GG schränkt den Kreis der Grundrechtsträger nicht ein, sodass das Grundrecht jedermann schützt. Hierunter fallen zum einen natürliche Personen. Ebenfalls können sich inländische Personenvereinigungen, insbesondere juristische Personen des Privatrechts, auf die Eigentumsgarantie berufen, da das Grundrecht seinem Wesen nach auf diese anwendbar ist.
Keinen Schutz erfährt hingegen nach vorherrschender Auffassung das Eigentum der öffentlichen Hand. Hoheitsträgern fehlt es an einer grundrechtstypischen Gefährdungslage, welche die Anwendung des Grundrechts auf diese rechtfertigte. So kann sich beispielsweise eine Gemeinde nicht auf Art. 14 GG berufen, um zu verhindern, dass in der Nähe ihres Grundeigentums ein Kernkraftwerk gebaut wird. Gegen den pauschalen Ausschluss des öffentlichen Eigentums aus dem Schutzbereich des Art. 14 GG wenden mehrere Stimmen ein, dass Gemeinden wie Privatpersonen Eigentum erwerben können. Daher beachte die pauschale Verneinung des Schutzes nicht hinreichend, dass in besonderen Fällen ein vergleichbares Schutzbedürfnis beachten kann.

##### Sachlich
Der sachliche Schutzbereich der Eigentumsgarantie umfasst nach der Rechtsprechung des Bundesverfassungsgerichts jedes vermögenswerte Recht, das die Rechtsordnung dem Einzelnen zur ausschließlichen Nutzung im eigenen Interesse zuweist. Der Schutzbereich der Eigentumsgarantie ergibt sich damit nicht allein aus der Verfassung, sondern wird durch den Gesetzgeber ausgestaltet. Art. 14 GG wird aus diesem Grund als normgeprägtes Grundrecht bezeichnet. Die Normprägung birgt die Gefahr, dass der Gesetzgeber die Eigentumsordnung möglichst spärlich ausgestaltet, damit Art. 14 GG hoheitlichen Eingriffen möglichst selten entgegensteht. Diese Missbrauchsgefahr wird durch die Einrichtungsgarantie des Art. 14 GG verhindert. Diese gewährleistet einen unantastbaren Kernbereich des Eigentums, den der Gesetzgeber bereitstellen muss. Hierzu zählen die Privatnützigkeit des Eigentums und die freien Verfügungsgewalt des Eigentümers über sein Eigentum.
Als Eigentum im Sinne des Art. 14 GG gilt zum einen das Sacheigentum, das § 903 BGB als rechtliche Verfügungsgewalt über eine Sache bezeichnet. Neben dem Sacheigentum schützt Art. 14 beschränkt dingliche Rechte, etwa Dienstbarkeiten und Pfandrechte. Ebenfalls als Eigentum gelten schuldrechtliche Forderungen. Geschützt werden zudem Immaterialgüterrechte, beispielsweise Urheber- und Markenrechte. Auch Unternehmensanteile werden durch Art. 14 GG geschützt. Schließlich steht der Besitz, der gemäß § 854 BGB die tatsächliche Sachherrschaft darstellt, unter dem Schutz des Art. 14 GG. Ferner können öffentlich-rechtliche Positionen in den Schutzbereich von Art. 14 Abs. 1 GG fallen. Die Rechtsprechung nimmt dies an, wenn die Position ihrem Inhaber ausschließlich und privatnützig zugewiesen ist und auf einer nicht unerheblichen Eigenleistung des Betroffenen beruhen. Zudem muss sie der Existenzsicherung dienen. Erfüllt sind diese Voraussetzungen beispielsweise bei Anwartschaften aus der gesetzlichen Renten- und Arbeitslosenversicherung.
Dass der Begriff des Eigentums im Rahmen des Art. 14 GG wesentlich weiter als im Zivilrecht verstanden wird, beruht darauf, dass Art. 14 GG nach dem Willen des Verfassungsgebers gewährleisten soll, dass der Einzelne die Möglichkeit besitzt, sein Vermögen frei zur Entfaltung der eigenen Persönlichkeit einzusetzen. Daher schützt das Grundrecht alle Positionen, die hierzu dienen. Dies trifft auf alle Rechte zu, die die Rechtsordnung dem Einzelnen als ihm zugehörig zuweist.
Der Schutz des Art. 14 GG bezieht sich ausschließlich auf einzelne Vermögensgegenstände. Nicht geschützt wird daher das Vermögen in seiner Gesamtheit. Daher berühren beispielsweise Geldleistungspflichten den Schutzbereich der Eigentumsgarantie nach vorherrschender Auffassung grundsätzlich nicht. Hiervon gibt es zwei Ausnahmen: Zum einen fallen Geldleistungspflichten unter Art. 14 GG, die an eine Eigentumsposition anknüpfen. Dies trifft beispielsweise auf die Verpflichtung eines Grundeigentümers zur Finanzierung der Beseitigung von Altlasten zu, die sich auf seinem Grundstück befinden. Gleiches gilt für die Einkommen- und Gewerbesteuer. Zum anderen betrachtet die Rechtsprechung die Eigentumsgarantie als berührt, falls die mit der Zahlungspflicht verbundene Belastung das Vermögen die ökonomische Existenzgrundlage des Betroffenen gefährdet.
Strittig ist, ob Art. 14 GG das Recht am eingerichteten und ausgeübten Gewerbebetrieb schützt. Dieses Recht umfasst alle Gegenstände, die in ihrer Gesamtheit den wirtschaftlichen Wert eines Betriebes ausmachen und behandelt sie als eigenständiges Schutzgut. Anerkannt ist dieses Recht im Zivilrecht. Dort ist es beispielsweise bei rechtswidrigen Arbeitskampfmaßnahmen und Boykottaufrufen von praktischer Bedeutung. Das Bundesverfassungsgericht hat bislang explizit offen gelassen, ob Art. 14 GG den Gewerbebetrieb schützt. Befürworter argumentieren, dass die Anerkennung durch die Verfassungsgerichtsbarkeit die Einheitlichkeit der Rechtsprechung fördere und die Unternehmensgesamtheit als bedeutender Vermögenswert schutzwürdig sei. Gegner wenden ein, dass ein separater Schutz der Unternehmensgesamtheit angesichts des unstrittigen Schutzes seiner einzelnen Bestandteile entbehrlich sei. Ferner füge sich das Recht nicht in das System des Art. 14 GG ein, weil dieser lediglich einzelne Vermögensgegenstände schütze, mithin keine Gesamtheit von Gegenständen.
Keinen Schutz durch Art. 14 GG erfahren Gewinnaussichten, da es sich hierbei nicht um Rechtspositionen handelt, welche die Rechtsordnung einer Person zuordnet. Art. 14 GG ist deswegen beispielsweise nicht betroffen, wenn der Neubau einer Brücke dazu führt, dass ein Fährbetrieb unrentabel wird. Nicht von der Gewährleistung des Art. 14 GG wird ferner der Wert einer Sache geschützt, da dieser allein durch den Markt bestimmt wird.

##### Grundrechtskonkurrenzen
Sofern ein Sachverhalt in den Schutzbereich mehrerer Grundrechte fällt, stehen diese zueinander in Konkurrenz. Ein Grundrecht verdrängt ein anderes, falls es dessen Gewährleistungsinhalt im jeweiligen Anwendungsfall vollständig umfasst. Trifft dies nicht zu, sondern hat jedes Grundrecht einen eigenständigen Schutzgehalt, stehen die Grundrechte nebeneinander.
Die Berufsfreiheit (Art. 12 Absatz 1 GG) schützt den Erwerb der für die Lebensführung notwendigen Grundlagen. Oft schließen sich diese Freiheit und die Eigentumsgarantie wegen ihrer unterschiedlichen Schutzzwecke gegenseitig aus, da Art. 14 GG lediglich das Erworbene schützt, nicht hingegen den Erwerbsvorgang. Kommt des zu einer Überschneidung der Anwendungsbereiche beider Grundrechte, etwa weil das Eigentum der Berufsausübung dient, ist nach der Rechtsprechung des Bundesverfassungsgerichts der Schwerpunkt der eingreifenden Regelung für die Frage ausschlaggebend, ob der Eingriff anhand der Berufsfreiheit oder der Eigentumsfreiheit beurteilt wird. Ein Rauchverbot bestimmt zwar auch über die Nutzung des Eigentums an einer Gaststätte, der Schwerpunkt eines solchen Verbots liegt indessen in der Regelung der Berufsausübung des betroffenen Gastwirts, sodass hier nicht Art. 14 GG, sondern Art. 12 GG einschlägiges Grundrecht ist.
Art. 14 GG verdrängt als speziellere Regelung das Grundrecht der allgemeinen Handlungsfreiheit (Art. 2 Absatz 1 GG), soweit ein freiheitssicherndes Element des Art. 14 GG betroffen ist.
Kirchliches Eigentum wird durch Art. 138 Absatz 2 WRV geschützt, der gemäß Art. 140 GG einen Bestandteil des Grundgesetzes darstellt. Diese Bestimmung ist gegenüber Art. 14 GG spezieller, weswegen Art. 14 GG hinter diese zurücktritt.

#### Eingriff
Ein Eingriff liegt vor, wenn der Gewährleistungsinhalt eines Grundrechts durch hoheitliches Handeln verkürzt wird. In Bezug auf das Eigentum stehen zwei Formen des Eingriffs im Mittelpunkt des Art. 14 GG: Die Enteignung (Art. 14 Absatz 3 GG) sowie die Inhalts- und Schrankenbestimmung (Art. 14 Absatz 1 Satz 2 GG). Diese Begriffe sind gesetzlich nicht definiert, weshalb ihr Inhalt maßgeblich durch die Auslegung der Rechtsprechung bestimmt wird. Grundlegend für die moderne Dogmatik des Art. 14 GG ist der Nassauskiesungsbeschluss des Bundesverfassungsgerichts von 1981.

##### Inhalts- und Schrankenbestimmung, Art. 14 Absatz 1 Satz 2 GG
Eine Inhalts- und Schrankenbestimmung liegt vor, wenn der Gesetzgeber in abstrakt-genereller Weise das Eigentumsrecht ausgestaltet. Die Inhaltsbestimmung erfüllt die Funktion, für die Zukunft festzulegen, welchen Gegenstand das Eigentumsrecht hat. Die Schrankenbestimmung wirkt hingegen für die Vergangenheit: Indem der Gesetzgeber den Inhalt der Eigentumsgarantie verkürzt, kann er bestehendes Eigentum beeinträchtigen.
Zahlreiche Inhalts- und Schrankenbestimmungen finden sich im Bau- und im Naturschutzrecht. Beispielhaft sind etwa die zahlreichen Vorschriften des Bauplanungs- und Bauordnungsrechts, die die Errichtung und Nutzung baulicher Anlagen regeln. Von besonderer Aktualität sind dabei die klimaschutzrechtlichen Inhalts- und Schrankenbestimmungen, etwa zur Begrenzung der CO2-Emissionen von Gebäuden und sonstigen baulichen Anlagen sowie eigentumsrelevante Klimaschutzbestimmungen in Bebauungsplänen. Zahlreiche Schranken enthält ferner das Denkmalschutzrecht. Ein weiteres Beispiel stellt das Recht auf Kurzberichterstattung dar, das Fernsehsendern gegenüber Veranstaltern von bedeutenden Ereignissen einen Anspruch einräumt, über diese in Bild und Ton zu berichten.

##### Enteignung, Art. 14 Absatz 3 GG
Eine Enteignung liegt nach allgemeiner Auffassung vor, wenn der Staat einem Grundrechtsträger durch Hoheitsakt zielgerichtet eine bestehende Eigentumsposition zur Erfüllung einer öffentlichen Aufgabe entzieht.

###### Klassischer Enteignungsbegriff
Das Begriffsverständnis von der Enteignung wurzelt im klassischen Enteignungsbegriff, der zahlreichen Enteignungsgesetzen des 19. Jahrhunderts zu Grunde lag, die maßgeblich zur Förderung der Industrialisierung erlassen wurden. Hiernach zeichnete sich eine Enteignung dadurch aus, dass der Staat durch Verwaltungsakt ein dingliches Recht eines Bürgers auf einen öffentlichen Unternehmer zu Gemeinwohlzwecken übertrug. Im Gegenzug erhielt der betroffene Bürger eine Entschädigung.

###### Erweiterung des Enteignungsbegriffs durch die Rechtsprechung
Der klassische Enteignungsbegriff wurde in der Rechtsprechung zunehmend erweitert. Aufgegeben wurde zunächst die Beschränkung auf dingliche Rechte, sodass auch andere vermögenswerte Rechte enteignet werden konnten. Diese Rechte sollten einen angemessenen Schutz erhalten. Weiterhin löste sich die Rechtsprechung vom Kriterium des Güterbeschaffungsvorgangs. Als Enteignung kam infolgedessen grundsätzlich jede Beeinträchtigung des Privateigentums in Frage. So beurteilte das Reichsgericht beispielsweise die Eintragung eines Denkmals in die Denkmalliste als Enteignung, da dies die Rechte des Eigentümers erheblich verkürzte. Darüber hinaus verzichtete die Rechtsprechung auf das Merkmal des Verwaltungsakts. Somit konnte eine Enteignung auch durch Gesetz erfolgen.
Infolgedessen sah die Rechtsprechung die Enteignung zunehmend als besonders schwere Form der Beschränkung des Eigentumsrechts an. Die Zivilgerichtsbarkeit, die über Art. 14 GG mehrfach insbesondere im Rahmen des Staatshaftungsrechts entscheiden musste, ging davon aus, dass die Abgrenzung zwischen Inhalts- und Schrankenbestimmung und Enteignung anhand der Wirkung des Eingriffs erfolgt. Nach dieser als Sonderopfertheorie bezeichneten Auffassung lag eine Enteignung vor, wenn der hoheitliche Eingriff den Betroffenen mit außergewöhnlicher Härte trifft und ihn dazu zwingt, zum Wohl der Allgemeinheit ein besonderes Opfer zu erbringen. Dies kann beispielsweise bei der Einweisung eines Wohnungssuchenden in eine fremde Wohnung zutreffen.
Die Verwaltungsgerichtsbarkeit vertrat demgegenüber die Schweretheorie, wonach eine Enteignung einen Eingriff darstellt, der besonders schwer in das Eigentumsrecht des Betroffenen eingreift. Dies kann beispielsweise auf eine Verordnung zutreffen, die die Bebauung von Bauland verbietet.

###### Änderung des Enteignungsbegriffs durch den Nassauskiesungsbeschluss
Das damalige Verständnis der Enteignung als besonders schwerer Eigentumseingriff wurde infolge des Nassauskiesungsbeschlusses aufgegeben. Der Nassauskiesungsbeschluss hatte die Verfassungsbeschwerde eines Grundeigentümers zum Gegenstand, der im entschädigungslosen Versagen einer Genehmigung zum Kiesabbau auf Basis einer wasserrechtlichen Bestimmung eine Verletzung seines Eigentumsrechts sah. Das Bundesverfassungsgericht beurteilte die angegriffene Regelung nicht als Enteignung, sondern als Inhalts- und Schrankenbestimmung, da sie abstrakt-generell bestimmte, in welcher Weise Grundeigentum genutzt werden darf. Hiermit wandte sich das Gericht gegen die Sonderopfer- und die Schweretheorie, die nach Auffassung des Gerichts einer eindeutigen und präzisen Abgrenzung von Inhalts- und Schrankenbestimmung und Enteignung durch Rückgriff auf unscharfe Kriterien entgegenstanden.
Nachdem das Bundesverfassungsgericht die Sonderopfer- und Schweretheorie im Nassauskiesungsbeschluss verworfen hatte und seitdem beide Eingriffsformen als dogmatisch unterschiedliche Kategorien verstand, lösten sich die Zivil- und die Verwaltungsgerichtsbarkeit von ihren Enteignungsbegriffen und näherten sich dem Verständnis der Verfassungsrechtsprechung an. Hierdurch ermöglichten sie eine klarere Abgrenzung zwischen beiden Eingriffsarten, sodass sich die bis dahin bestehende Rechtsunsicherheit verringerte. Dies erlaubt es dem Gesetzgeber, den unterschiedlichen Rechtfertigungsvoraussetzungen der beiden Eingriffsformen eher gerecht werden.
In seinem Urteil zur Baulandumlegung (§ 45 – § 79 des Baugesetzbuchs) ergänzte das Bundesverfassungsgericht seine Definition der Enteignung um das Merkmal der Güterbeschaffung. Bei der Baulandumlegung entzieht ein Hoheitsträger Privaten Grundeigentum, ordnet die Grundstücke neu und überträgt diese an die früheren Grundeigentümer. Hierdurch sollen die Inhaber die Möglichkeit erhalten, ihre Grundstücke effizienter zu nutzen. Dies dient dem Ausgleich privater Interessen, indem gewährleistet wird, dass der Zuschnitt von Grundstücken eine effektive Nutzung ermöglicht. Mangels Güterbeschaffung stellt diese Regelung eine Inhalts- und Schrankenbestimmung des Eigentums dar. Am Merkmal der Güterbeschaffung fehlt es ebenfalls bei der Verkürzung der zugesicherten Laufzeit von Atomkraftwerken.

##### Sozialisierung, Art. 15 GG
Eine weitere Eingriffsmöglichkeit sieht Art. 15 GG für das Eigentum an Grund und Boden, Naturschätzen und Produktionsmitteln vor. Hiernach können diese durch Gesetz gegen Entschädigung des Eigentümers in eine Form der Gemeinwirtschaft überführt werden. Diese Regelung beruht auf Art. 155–156 WRV.
Von der Eingriffsermächtigung des Art. 15 GG wurde bislang kein Gebrauch gemacht, weswegen sie praktisch keine Bedeutung besitzt. Allerdings erblicken zahlreiche Rechtswissenschaftler in der Norm die zusätzliche Funktion, aufzuzeigen, dass Sozialisierungen nur unter den in Art. 15 GG genannten Voraussetzungen zulässig sein können. Gemäß Art. 15 GG sind daher beispielsweise die Sozialisierung anderer Güter oder die entschädigungslose Sozialisierung rechtswidrig.

##### Mittelbarer oder faktischer Eingriff in das Eigentum
Schließlich können Hoheitsträger auf mittelbare Weise in die Eigentumsgarantie eingreifen. Dies trifft beispielsweise zu, sofern eine staatliche Maßnahme beiläufig zum Eingriff in Privateigentum führt. Dies ist etwa der Fall, wenn das Militär durch Artillerieübungen einen Waldbrand entfacht. Auch Lärm, der von öffentlichen Einrichtungen ausgeht und hierdurch Privatgrundstücke beeinträchtigt, stellt einen mittelbaren Eigentumseingriff dar.
Nach der früheren Rechtsprechung von Zivil- und Verwaltungsgerichtsbarkeit galten solche Eingriffe als Enteignung, wenn sie die Eigentumsgarantie in besonders schwerer Weise beeinträchtigten. Seit dem Nassauskiesungsbeschluss ist dies ausgeschlossen, da hiernach nur ein zielgerichteter Zugriff auf das Eigentum eine Enteignung darstellt. Bedeutung hatte dies insbesondere für das Bestehen einer Entschädigungspflicht: An die Enteignung ist gemäß Art. 14 Absatz 3 Satz 2 GG zwingend eine Entschädigung gekoppelt. Daher hatte das weite Verständnis der Enteignung durch die frühere Rechtsprechung einen weiten Anwendungsbereich der Entschädigungspflicht zur Folge. Diesen Anwendungsbereich bemühte sich das Bundesverfassungsgericht zu verkleinern, indem es die Enteignung im Nassauskiesungsbeschluss deutlich enger verstand als es die anderen Gerichte taten. Seitdem stellen mittelbare Eingriffe in das Eigentum ausschließlich Inhalts- und Schrankenbestimmungen dar.

#### Rechtfertigung eines Eingriffs
Liegt ein hoheitlicher Eingriff vor, ist dieser rechtmäßig, wenn er verfassungsrechtlich gerechtfertigt ist. Indem Art. 14 GG dem Gesetzgeber die Aufgabe zuweist, Inhalt und Schranken des Eigentums zu definieren und die Enteignung erlaubt, stellt es die Eigentumsgarantie unter einen Gesetzesvorbehalt. Daher kann das Eigentum durch Gesetz beschränkt werden. Hierbei darf der Gesetzgeber gemäß Art. 19 Absatz 2 GG nicht in den Wesensgehalt des Grundrechts eingreifen. Dieser Grundrechtskern umfasst die Verfügungsbefugnis des Rechtsinhabers, die Gewährleistung der Substanz und den Grundsatz der Privatnützigkeit.

##### Inhalts- und Schrankenbestimmung
Der Gesetzgeber darf durch formelle Gesetze in das Eigentumsrecht in Form von Inhalts- und Schrankenbestimmungen eingreifen. Hierzu muss das Gesetz formell rechtmäßig zustande kommen und materiell mit dem Grundgesetz vereinbar sein. Bei der materiellen Verfassungsmäßigkeit ist das Verhältnismäßigkeitsprinzip von besonderer Bedeutung. Hiernach müssen Eingriffe einen legitimen Zweck verfolgen, sich zu dessen Förderung eignen, hierzu erforderlich sein und das Eigentumsrecht mit den entgegenstehenden Interessen in einen angemessenen Ausgleich bringen.
Konkretisiert wird das auch für die Rechtfertigung anderer Grundrechtseingriffe geltende Verhältnismäßigkeitsprinzip speziell für die Eigentumsgarantie durch Art. 14 Absatz 2 GG. Hiernach soll der Gebrauch des Eigentums zugleich dem Wohl der Allgemeinheit zugutekommen. Diese Aussage wurzelt im Sozialstaatsprinzip des Art. 20 Absatz 1 GG. Sie hält den Gesetzgeber dazu an, bei Eingriffen in die Eigentumsgarantie die Belange der Allgemeinheit zu berücksichtigen. Dies ist insbesondere bei solchen Rechtspositionen von Bedeutung, die die Gesellschaft in besonderer Weise berühren. Um eine solche handelt es sich beispielsweise bei der Vergabe von Fischereirechten, da die Nutzung von Gewässern häufig unterschiedliche Interessen einer Vielzahl von Personen betrifft. Eine besondere Sozialbindung besteht ebenfalls beim Eigentum an Grundstücken, da Grund und Boden nicht vermehrt werden können.
Greift der Gesetzgeber durch das Erheben einer Steuer in Eigentum ein, beurteilt sich deren Rechtmäßigkeit insbesondere anhand ihrer Angemessenheit. Aufgrund der Garantie der Privatnützigkeit des Eigentums darf eine Steuer nicht so hoch ausfallen, dass sie das Eigentum nahezu entwertet. Allerdings existiert keine absolute Grenze, ab der eine Besteuerung unverhältnismäßig hoch ist. Entsprechendes gilt für die behördliche Inanspruchnahme zur Beseitigung von Gefahren, etwa von Altlasten. Diese ist im Regelfall unverhältnismäßig, wenn die Kosten der Beseitigung den Verkehrswert des kontaminierten Grundstücks deutlich übersteigen und der Eigentümer beim Erwerb des Grundstücks nicht um die Belastung wusste.
Für die Abwägung der betroffenen Positionen ist der Schutz des Vertrauens in den Erhalt von Vermögenswerten von Bedeutung. Der Vertrauensschutz folgt aus dem Rechtsstaatsprinzip (Art. 20 Absatz 3 GG) und gilt damit für alle Grundrechte. Für das Eigentum besitzt er allerdings eine besondere Bedeutung, da der Aufbau von Vermögen eng mit dem Vertrauen in dessen Bestand verbunden ist. Belastet der Gesetzgeber bestehendes Vermögen, wird das Vertrauen des Grundrechtsträgers auf den unveränderten Bestand und die Nutzungsmöglichkeiten seines Eigentums enttäuscht. Großes Gewicht besitzt das Vertrauen des Bürgers, wenn dieser im Vertrauen auf den Fortbestand der Rechtslage Vermögen auf eine Sache verwendet. Die Enttäuschung von Vertrauen kann dazu führen, dass ein Eingriff unverhältnismäßig ist. Um dies zu vermeiden, muss der eingreifende Hoheitsträger Rücksicht auf das schutzwürdige Vertrauen nehmen. Er kann auf den Eingriff in bestehende Rechtspositionen auch verzichten oder ihn zumindest abmildern, indem er Übergangsbestimmungen schafft.

##### Enteignung

###### Rechtsgrundlage
Eine Enteignung bedarf einer formellgesetzlichen Grundlage. Art. 14 Absatz 3 Satz 2 GG unterscheidet zwischen der Enteignung durch Gesetz (Legalenteignung) und der Enteignung aufgrund eines Gesetzes (Administrativenteignung). Den Regelfall stellt die Administrativenteignung dar, die aufgrund eines Gesetzes erfolgt. Dies beruht darauf, dass es für den Bürger schwerer ist, Rechtsschutz gegen eine Enteignung durch Gesetz zu suchen.
Gesetzlich vorgesehen ist die Enteignung insbesondere im Baurecht und im Infrastrukturrecht. Entsprechende Regelungen enthalten beispielsweise das Baugesetzbuch (BauGB), das Bundesfernstraßengesetz (FStrG) und das Landbeschaffungsgesetz (LBG).

###### Förderung des Allgemeinwohls
Eine Enteignung darf gemäß Art. 14 Absatz 3 Satz 1 GG nur zugunsten des Allgemeinwohls erfolgen. Notwendig ist also, dass die Enteignung der Förderung eines Ziels dient, das im Interesse der Allgemeinheit liegt. Bei der Ausfüllung dieses unbestimmten Rechtsbegriffs räumt das Bundesverfassungsgericht dem Gesetzgeber einen Spielraum zu. Da die Enteignung einen äußerst schweren Eingriff in die Eigentumsgarantie darstellt, muss das Interesse allerdings von hoher Bedeutung sein, damit die Verhältnismäßigkeit der Maßnahme gegeben ist.
Als hinreichender Gemeinwohlbelang kommt etwa die Pflege von Beziehungen zu anderen Staaten in Frage. Am Allgemeinwohlbezug fehlt es demgegenüber, falls der Staat lediglich aus fiskalischen Interessen handelt. Ebenfalls unzureichend ist ein Handeln zur Förderung privater Interessen. Dient eine Enteignung zugunsten Privater zugleich einem öffentlichen Interesse von hoher Bedeutung, kann dieser Aspekt eine Enteignung rechtfertigen. Dies setzt allerdings voraus, dass Zweck und Verlauf der Maßnahme auf einer Rechtsgrundlage beruhen, die den öffentlichen Zweck beschreibt und Vorkehrungen trifft, welche die tatsächliche Förderung des öffentlichen Zwecks sicherstellen.

###### Verhältnismäßigkeit
Weiterhin muss die Enteignung verhältnismäßig sein. Da die Enteignung den schwerstmöglichen Eingriff darstellt, ist sie lediglich als ultima ratio zulässig. Daher muss der Hoheitsträger, der Privateigentum benötigt, zunächst versuchen, dieses durch Rechtsgeschäft zu erlangen. Dies wird in der Rechtswissenschaft als Verhandlungsgebot bezeichnet.

###### Junktimklausel
Gemäß der Junktimklausel des Art. 14 Absatz 3 Satz 2 GG muss das Gesetz, das die Enteignung regelt, eine angemessene Entschädigung anordnen. Die Höhe der Entschädigung orientiert sich am Substanzwert des entzogenen Rechts. Die Entschädigung kann den Verkehrswert jedoch übersteigen oder unterschreiten. Ebenfalls ersetzt werden die unmittelbaren Folgekosten der Enteignung, etwa die Kosten des Umzugs an einen neuen Ort.
Erhebliche praktische Schwierigkeiten bereitete die Junktimklausel unter der früheren Rechtsprechung, welche Eingriffe als Enteignung beurteilte, sobald diese den Eigentümer besonders stark belasten. Aufgrund der Entschädigungspflicht musste der Gesetzgeber sicherstellen, dass jede Rechtsgrundlage, die einen Eigentumseingriff ermöglicht, der als Enteignung beurteilt werden kann, eine Entschädigungsregelung enthält. Aus Sicht des Gesetzgebers bestand daher das Problem, entweder sicherheitshalber eine Entschädigung anzuordnen und hierdurch den Staatshaushalt zu belasten, oder durch Verzicht auf eine entsprechende Regelung das Risiko einzugehen, dass das Gesetz für verfassungswidrig erklärt wird. Der Gesetzgeber versuchte oft, diesen Konflikt durch Verwendung salvatorischer Entschädigungsklauseln abzumildern. Solche Klauseln sprechen für Maßnahmen eine Entschädigung zu, falls diese enteignende Wirkung hat. Eine entsprechende Regelung enthält beispielsweise § 15 Absatz 1 Satz 1 des Wirtschaftssicherstellungsgesetzes. Infolge der Nassauskiesungsrechtsprechung entfiel die Gefahr, dass sich ein Eingriff deshalb als Enteignung erweist, weil er besonders schwer wiegt. Daher fiel das Bedürfnis nach salvatorischen Klauseln zur Achtung der Junktimklausel fort.
Die Entschädigungsklausel des Art. 14 Absatz 3 GG stellt die einzige Bestimmung zur Entschädigung innerhalb des Grundrechts dar. Damit fehlt es an einem geschriebenen Ausgleichsanspruch für rechtswidrige Eigentumseingriffe, was in der Rechtswissenschaft allgemein als Missstand angesehen wird. Der Bundesgerichtshof versuchte diesen durch die Entwicklung der Figur des enteignungsgleichen Eingriffs zu beheben. Ein solcher liegt vor, falls ein Hoheitsträger rechtswidrig in das Eigentum eingreift und dem Betroffenen hierdurch ein Sonderopfer abverlangt. Dies nahm die Rechtsprechung beispielsweise in einem Fall an, in dem eine Ampel ein falsches Signal gab, wodurch es zu einem Verkehrsunfall kam. Die Rechtsprechung argumentierte, dass, wenn eine rechtmäßige Enteignung zur Entschädigung verpflichtet, dies erst recht bei einem rechtswidrigen Eingriff gelten müsse, der den Eigentümer ähnlich stark wie eine Enteignung belastet. Durch den Nassauskiesungsbeschluss wurde dem enteignungsgleichen Eingriff Art. 14 GG als dogmatische Grundlage entzogen. Die Rechtsprechung hat die Figur des enteignungsgleichen Eingriffs jedoch aufrechterhalten, indem es das Rechtsinstitut auf den allgemeinen Aufopferungsgedanken stützte. Entsprechendes gilt für den enteignenden Eingriff, der Entschädigung für einen rechtmäßigen Eigentumseingriff zuspricht, sofern dieser dem Betroffenen ein Sonderopfer abverlangt. Einen solchen nahm die Rechtsprechung beispielsweise in einem Fall an, in dem der rechtmäßige Betrieb einer Deponie Vögel anlockte, welche Saat auf einer benachbarten Agrarfläche beschädigten.

##### Ausgleichspflichtige Inhalts- und Schrankenbestimmung
Die Schwere des Grundrechtseingriffs ist nach der Rechtsprechung des Bundesverfassungsgerichts unerheblich für die Frage, ob ein Grundrechtseingriff eine Inhalts- und Schrankenbestimmung oder eine Enteignung darstellt. Selbst wenn sich diese als besonders schwerer Grundrechtseingriff herausstellt, findet die Entschädigungspflicht des Art. 14 Absatz 3 Satz 2 GG keine Anwendung, da sich diese lediglich auf Enteignungen bezieht.
Allerdings hält das Bundesverfassungsgericht auch bei Inhalts- und Schrankenbestimmungen eine Entschädigungspflicht für möglich: Führt ein solcher Eingriff zu einer außerordentlich hohen Belastung bei einem Grundrechtsträger, kann dies dazu führen, dass der Grundrechtseingriff ihm gegenüber unverhältnismäßig ist. Diese Unverhältnismäßigkeit muss der Gesetzgeber vermeiden, indem er die Inhalts- und Schrankenbestimmung mit einer Ausgleichsregelung versieht. Anlass dieser Rechtsprechung war die Pflichtexemplar-Entscheidung von 1981. Gegenstand dieses Beschlusses war ein Gesetz, das Verleger von Druckwerken dazu verpflichtete, eine bestimmte Anzahl an Exemplaren eines Druckwerks auf eigene Kosten an öffentliche Bibliotheken abzugeben. Diese Regelung verfolgt den legitimen Zweck der Kulturförderung. Hierzu ist sie geeignet, erforderlich und dem Grunde nach auch angemessen, da Druckwerke als Kulturgut einen großen gesellschaftlichen Bezug aufweisen. Für Verleger von Werken mit geringer Auflage bei hohen Produktionskosten stellt diese Regelung allerdings einen unverhältnismäßigen Grundrechtseingriff dar, da sie für diese eine außerordentlich hohe finanzielle Belastung darstellt. Solche Härten muss der Gesetzgeber mithilfe von Ausgleichsregelungen vermeiden. Von Bedeutung sind Ausgleichsregelungen ebenfalls im Denkmalschutzrecht.
Von besonderer praktischer Bedeutung sind Ausgleichsregelungen etwa im Umwelt- und Denkmalschutzrecht. Gemäß § 52 Absatz 4 Satz 1 des Wasserhaushaltsgesetzes besteht etwa eine Entschädigungspflicht, falls eine Anordnung zum Gewässerschutz das Eigentumsrecht unzumutbar beschränkt. Weiterhin bestehen oft in Nachbarschaftsverhältnissen entsprechende Regelungen. So räumt beispielsweise § 42 Absatz 1 Satz 1 des Bundes-Immissionsschutzgesetzes einen Ausgleichsanspruch ein, falls jemand auf seinem Grundstück durch unzumutbare Immissionen des Straßen- oder Bahnverkehrs belastet wird. § 74Absatz 2 Satz 3 GG des Verwaltungsverfahrensgesetzes normiert einen Entschädigungsanspruch, falls jemand durch einen Planfeststellungsbeschluss in seinen Rechten beeinträchtigt wird. Weitere Entschädigungsansprüche bestehen etwa im öffentlichen Baurecht. Aus § 39 Absatz 1 des Baugesetzbuchs ergibt sich beispielsweise ein Entschädigungsanspruch, falls eine Person im Vertrauen auf den Bestand eines Bebauungsplans Aufwendungen tätigt und sich diese aufgrund einer Änderung der baurechtlichen Rahmenbedingungen als vergeblich erweisen.

### Erbrecht
Neben dem Eigentum schützt Art. 14 GG das Erbrecht. Dieses sichert die Verfügungsgewalt, die eine Person zu Lebzeiten über ihr Eigentum besitzt, über ihren Tod hinaus und erlaubt dem Erben den Eigentumserwerb. Zum elementaren Kernbereich, den der Gesetzgeber bereitstellen muss, zählt die Testierfreiheit, kraft derer eine Person bestimmen kann, was mit ihrem Nachlass geschieht. Eng verwandt ist hiermit das Recht des Erben, durch den Todesfall die Erbmasse zu erwerben. Auch das Pflichtteilsrecht ist eine Ausprägung der Erbrechtsgarantie, indem es verhindert, dass eine kraft Gesetzes erbberechtigte Person vollständig von der Erbschaft ausgeschlossen wird.
In die Garantie des Erbrechts greift ein Hoheitsträger ein, wenn er deren Gewährleistungsbereich verkürzt. Häufig geschieht dies durch das Knüpfen von Geldleistungspflichten an den Erbfall, etwa durch die Erbschaftsteuer. Für das Erbrecht besitzt der Gesetzgeber wie für das Eigentumsrecht ein Ausgestaltungsauftrag, innerhalb dessen er das Erbrecht regulieren darf. Hierbei ist er an das Verhältnismäßigkeitsprinzip gebunden. So darf beispielsweise eine Besteuerung nicht dazu führen, dass die Erbmasse zu einem überwiegenden Anteil an den Staat fällt.

## Privatrecht
Eigentum im Sinne des deutschen Zivilrechts (insbesondere des Sachenrechts) ist das grundsätzlich unbeschränkte absolute Recht an einer Sache. Es wird auch als dingliches Vollrecht bezeichnet. Der Eigentümer darf nach Belieben mit seinem Eigentum verfahren und andere von jeder Einwirkung ausschließen, soweit nicht Rechte Dritter oder Gesetze dagegen stehen, (§ 903 BGB). Über Beseitigungs- und Unterlassungsansprüche (§ 1004 BGB) sowie Herausgabe- (§ 985 BGB) und Schadensersatzansprüche nach Verletzung (§ 823 Abs. 1 BGB) ist das Eigentum umfassend geschützt.

### Entstehung und Übertragung
Das Eigentum an einer herrenlosen Sache kann durch Aneignung begründet werden, an einer neuen Sache kann es beispielsweise durch Verarbeitung entstehen (originärer Eigentumserwerb). Weitere Erwerbstatbestände sind die Ersitzung und die Verbindung. Umgekehrt kann das Eigentum durch Dereliktion wieder aufgegeben werden.
Bestehendes Eigentum kann durch Übereignung weiter übertragen werden (derivativer Eigentumserwerb), wobei die gesetzlichen Regelungen zwischen beweglichen Sachen (Mobilien oder Fahrnis genannt) und unbeweglichen Sachen (Immobilien oder Liegenschaften) unterscheiden. Nach dem Trennungsprinzip ist die Übereignung ein weiteres Rechtsgeschäft, das zu dem schuldrechtlichen Kausalgeschäft (Kauf, Schenkung, Darlehen, …) hinzutritt. Die beiden Rechtsgeschäfte sind in ihrer Wirksamkeit voneinander unabhängig (Abstraktionsprinzip).

### Mehrere Personen

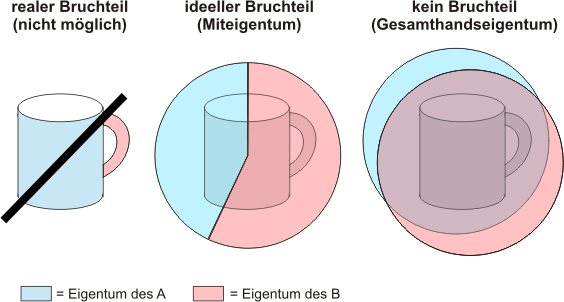

Das Gesetz lässt es schon nicht zu, dass an wesentlichen Bestandteilen einer Sache besondere Rechte bestehen (§ 93 BGB). Erst recht können an verschiedenen Teilen einer Sache keine verschiedenen Rechte bestehen. Deshalb ist es nicht möglich, Eigentum an realen Bruchteilen zu begründen. Beispielsweise kann der Henkel der Tasse (vgl. Zeichnung) nur demjenigen gehören, der auch Eigentümer der restlichen Tasse ist. Eine Ausnahme bildet das Sondereigentum an einer Wohnung (als realer Bruchteil einer Wohnanlage) gemäß § 1 Abs. 2 Wohnungseigentumsgesetz.
Miteigentum zu ideellen Bruchteilen ist dagegen möglich (Miteigentum nach Bruchteilen oder Bruchteilseigentum genannt). So könnten A und B im Beispiel Miteigentum an der Tasse zu unterschiedlichen ideellen Anteilen begründen (vgl. mittlere Zeichnung). Denkbar ist aber auch, dass das Eigentum an einer Sache jedem zur gesamten Hand zusteht (Gesamthandseigentum). Dann gibt es keine Anteile am Eigentum, sondern jeder ist voller Eigentümer, allerdings in der Ausübung des Eigentums durch den anderen beschränkt. Es gibt aber Anteile am Gesamthandsvermögen insgesamt, die bei Verwaltung und Auseinandersetzung Bedeutung haben (z. B. Verteilung des Erlöses). Gesamthandseigentum kommt hauptsächlich bei der Erbengemeinschaft vor, etwa wenn A und B die Tasse geerbt hätten (vgl. rechte Zeichnung).

### Abgrenzung zu Besitz und Differenzierung
Vom Besitz ist dabei das Eigentum scharf zu unterscheiden. Eigentum bezeichnet die rechtliche Herrschaft über eine Sache, der Besitz dagegen die rein tatsächliche (auch: physische) Herrschaft. So kann ein Eigentümer eine Sache verleihen und die Person, an welche die Sache verliehen wurde, ist der Besitzer der Sache. So ist das Eigentum an einer Sache stets dem Eigentümer gegeben, der Besitz an einer Sache aber nur Anwesenden vorbehalten. Auch der Dieb einer Sache ist immer nur Besitzer, niemals Eigentümer.
Der wirtschaftliche Sinn der Unterscheidung wird deutlich, wenn man sich klarmacht, dass Eigentum ein Vermögensrecht darstellt, Besitz dagegen lediglich eine Gebrauchsmöglichkeit bezeichnet. Das Beispiel einer Mietwohnung macht dies deutlich. Der Mieter der Wohnung nutzt die Wohnung, ist also Besitzer. Er ist rechtmäßiger Besitzer, da der Mietvertrag die Gebrauchsrechte der Wohnung an ihn überträgt. Der Mieter hat also die Besitz- oder Nutzungsrechte an der Wohnung. Er kann aber „die Wohnung“ nicht zu seinem Vermögen rechnen: in seiner Bilanz gibt es keinen Aktivposten „Wohnung“. Diesen Aktivposten gibt es nur in der Bilanz des Eigentümers, der aber wiederum die Wohnung nicht nutzen kann, weil er die Nutzungsrechte ja per Mietvertrag an den Mieter abgetreten hat. Allein das Eigentumsrecht an der Wohnung also stellt Vermögen dar – und zwar völlig unabhängig davon, ob der Eigentümer auch zur Nutzung der Wohnung berechtigt ist oder nicht. Nur Eigentumsrechte stellen also bilanzierbares Vermögen dar; bloße Besitzrechte nicht.
Ferner gibt es Sicherungseigentum (auch Treuhandseigentum), das vorbehaltene Eigentum und – als eine besondere Art des Eigentums – das Wohnungseigentum.
Eine Staffelung des Eigentums nach einer hierarchischen Gliederung („Über- und Untereigentum“) wie beim Besitz kennt das heutige Recht nicht.

## Strafrecht
Das Strafgesetzbuch enthält im neunzehnten bis zweiundzwanzigsten Abschnitt des Besonderen Teils (§ 242 bis § 266 StGB) einige Bestimmungen, welche die Verletzung eigentumsrechtlich geschützter Positionen zum Gegenstand haben. Hierzu zählen insbesondere der Diebstahl (§ 242 StGB), die Unterschlagung (§ 246 StGB) und der Raub (§ 249 StGB). Weiterhin wird das Eigentum durch die Regelungen im siebenundzwanzigsten Abschnitt des Besonderen Teils geschützt, der die Unversehrtheit der Sachsubstanz schützt. Hierzu zählen etwa die Sachbeschädigung (§ 303 StGB) und die Zerstörung von Bauwerken (§ 305 StGB). Weiterhin gibt es Delikte, die nicht spezifisch das Eigentum schützen, sondern das Vermögen als Ganzes. Zu diesen Vermögensdelikten zählen beispielsweise die Erpressung (§ 253 StGB), der Betrug (§ 263 StGB), die Hehlerei (§ 259 StGB) und die Geldwäsche (§ 261 StGB).

## Eigentumsordnung in der DDR
Die Deutsche Demokratische Republik kannte verschiedene Formen des Eigentums. Relevant war der Eigentumsbegriff nur für Grund und Boden sowie Produktionsmittel und Erträge aus wirtschaftlicher Tätigkeit.
- Sozialistisches Eigentum (Art. 10 Verfassung der DDR von 1968; § 18 ZGB-DDR von 1975):
  - Volkseigentum war gesamtgesellschaftliches Eigentum, über das der Staat verfügte. Es wurde durch Betriebe, Institutionen und im Einzelfall auch durch individuelle Bürger im Auftrag des Staates verwaltet.
  - Genossenschaftliches Eigentum wurde gemeinschaftlich verwaltet. Es kam in den Formen Landwirtschaftliche Produktionsgenossenschaft, Produktionsgenossenschaft des Handwerks und ähnliches und Arbeiterwohnungsbaugenossenschaft vor.
  - Eigentum gesellschaftlicher Organisationen war das Eigentum der SED, der Blockparteien und ihrer Massenorganisationen.
- Persönliches Eigentum (Art. 11 Verfassung der DDR von 1968; § 23 Abs. 1 ZGB-DDR) war zweckgebunden. Nur jenes Eigentum, das dem materiellen und kulturellen Bedürfnis der Bürger diente, konnte persönliches Eigentum sein. Darunter fielen vor allem selbstgenutztes Wohneigentum und Erholungsgrundstücke (Datschen)
- Privateigentum waren die wenigen Privatbetriebe von Handwerkern, Händlern und Gewerbetreibenden, der Besitz der Kirchen und die privat vermieteten Grundstücke, sowie Grund und Boden ausländischer Eigentümer. Von Mitgliedern in Genossenschaften eingebrachtes Privateigentum blieb formal erhalten, konnte jedoch nur innerhalb der Genossenschaft an andere Mitglieder verkauft werden. Dazu kam Grundeigentum von Flüchtigen, das vom Staat treuhänderisch verwaltet wurde. Privateigentum wurde rechtlich grundsätzlich wie persönliches Eigentum behandelt (§ 23 Abs. 2 ZGB-DDR).